# Naturschutzgebiet Mühlberg

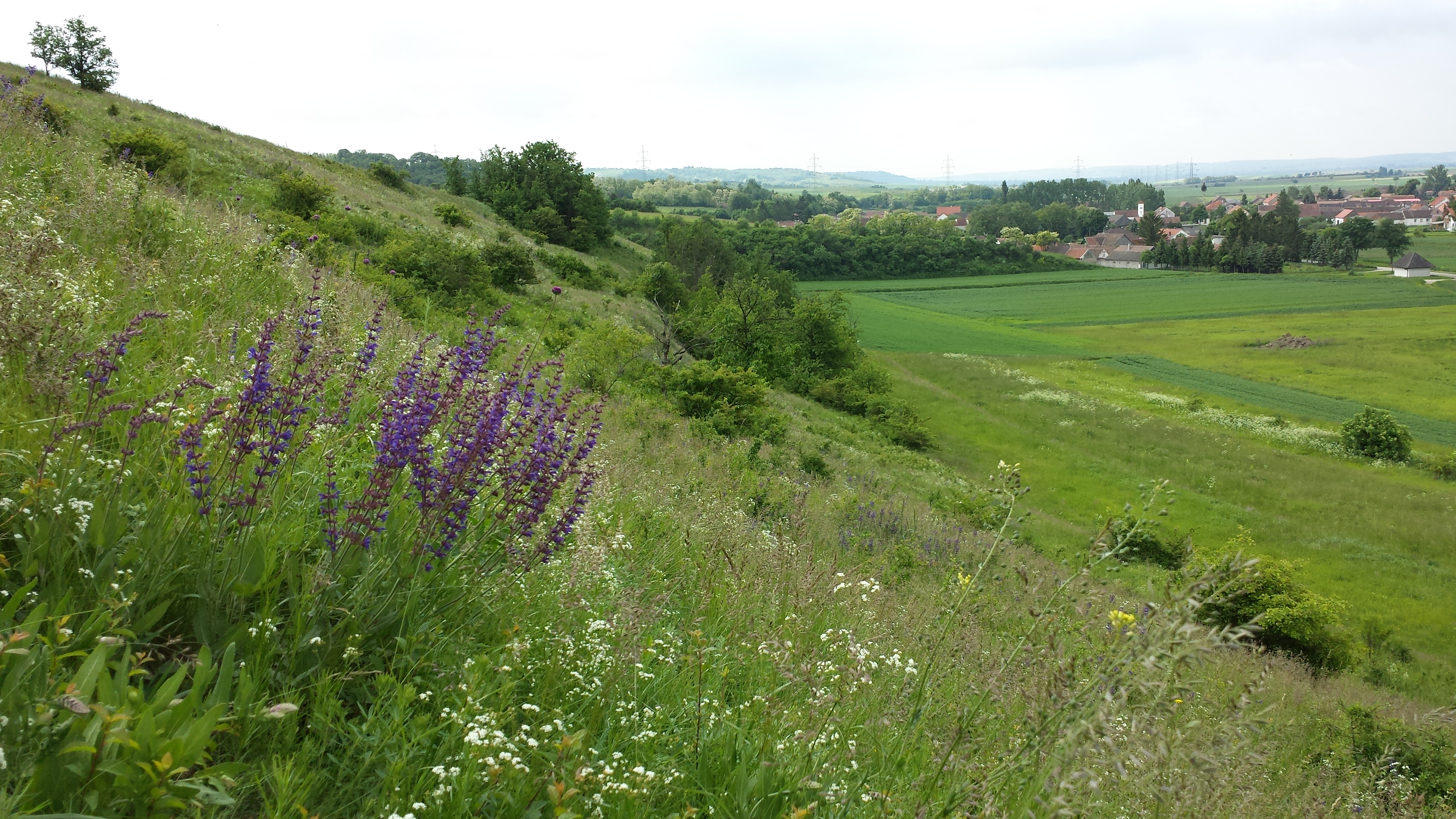
Blick vom Naturschutzgebiet Richtung Goggendorf

Das Naturschutzgebiet Mühlberg ist ein ca. 1 Hektar großer pannonischer Trockenrasen nördlich von Goggendorf im Gemeindegebiet von Sitzendorf an der Schmida im Bezirk Hollabrunn in Niederösterreich. Aufgrund des Auftretens sehr seltener Arten ist der Lösshang von nationaler Bedeutung.

## Beschreibung
Das Naturschutzgebiet liegt auf einem steilen, südwestexponierten Hang des Mühlberges und wird von einem Hainsalbei-Furchenschwingel-Lösstrockenrasen bedeckt. Als dominante Art tritt der Furchen-Schwingel (Festuca rupicola) auf. Als Raritäten kann man seltene und stark gefährdete Arten wie den Stängellos-Tragant (Astragalus exscapus), den Acker-Mannsschild (Androsace maxima), die Adria-Riemenzunge (Himantoglossum adriaticum), das Knollen-Brandkraut (Phlomis tuberosa), den Zotten-Lein (Linum hirsutum), das Durchwachs-Hasenohr (Bupleurum rotundifolium) und den Niederliegend-Besenginster (Cytisus procumbens) finden. Lösstrockenrasen dieser Art waren früher im pannonischen Gebiet Niederösterreichs weit verbreitet und landschaftsprägend. Durch Änderungen der Bewirtschaftung und Intensivierungen in der Landwirtschaft wurden sie jedoch in der zweiten Hälfte des 20. Jahrhunderts großteils vernichtet und sind nur mehr als geringe Reste vorhanden. Als Folge gelten mittlerweile zahlreiche Charakterarten dieses Lebensraums als stark gefährdet oder vom Aussterben bedroht. Aufgrund der Seltenheit dieses Lebensraumtyps und der vorkommenden seltenen Arten ist das Naturschutzgebiet als biogenetisches Reservoir von großer Bedeutung.
In der Nähe des Naturschutzgebiets befindet sich ein Vorkommen der sehr seltenen Klein-Resede (Reseda phyteuma) sowie ein Naturdenkmal mit einem Vorkommen der ebenfalls sehr seltenen Europa-Hornmelde (Krascheninnikovia ceratoides).

## Schutz
Der Trockenrasen wurde erstmals 1914 im Zuge einer Exkursion begangen und fand in Folge Eingang in die wissenschaftliche Literatur. Bereits am 21. April 1914 stellte der Verein für Denkmalpflege und Heimatschutz in Niederösterreich einen Antrag zur Unterschutzstellung „an den hohen Landesausschuß des Erzherzogtums Österreich u. d. Enns“, in dem der naturschutzfachliche Wert des Gebiets genau und ausführlich beschrieben wurde. Es wurde darin vorgeschlagen, dass das niederösterreichische Landesmuseum das Grundstück kaufen und als „Schaustück des Landesmuseums unter freiem Himmel“ verwalten solle. Nachdem das Ansuchen am 4. Oktober 1914 lapidar abgelehnt worden war, wandelte sich der Verein an die „löbliche k. k. Bezirkshauptmannschaft Oberhollabrunn“ um eine kriegsbedingt vorgeschriebene Bestellung der brachliegenden Parzelle zu unterbinden. Diesem Antrag wurde stattgegeben und das Naturkleinod vorläufig gerettet. Die offizielle Unterschutzstellung erfolgt erst am 23. September 1943.
Das Naturschutzgebiet befindet sich heute im Natura-2000-Gebiet „Westliches Weinviertel“. Pannonische Steppen- und Trockenrasen gelten nach der Fauna-Flora-Habitat-Richtlinie der EU als prioritäre Lebensräume und unterliegen einem besonderen Schutz. Im Rahmen eines LIFE-Projekts konnten im Zeitraum von 2004 bis 2008 umfangreiche Pflege- und Managementmaßnahmen gesetzt werden. Dazu gehörten die großflächige Entfernung von invasiven Gehölzen und eine kleinräumig differenzierte Pflege um den Trockenrasen aufzuwerten und die geschützten Arten zu fördern. Eine grundsätzliche Gefährdung besteht durch Dünger- und Pestizideinwehung aus den umliegenden Intensivbewirtschaftungen sowie durch invasive Gehölze, v. a. Robinien.

## Bilder

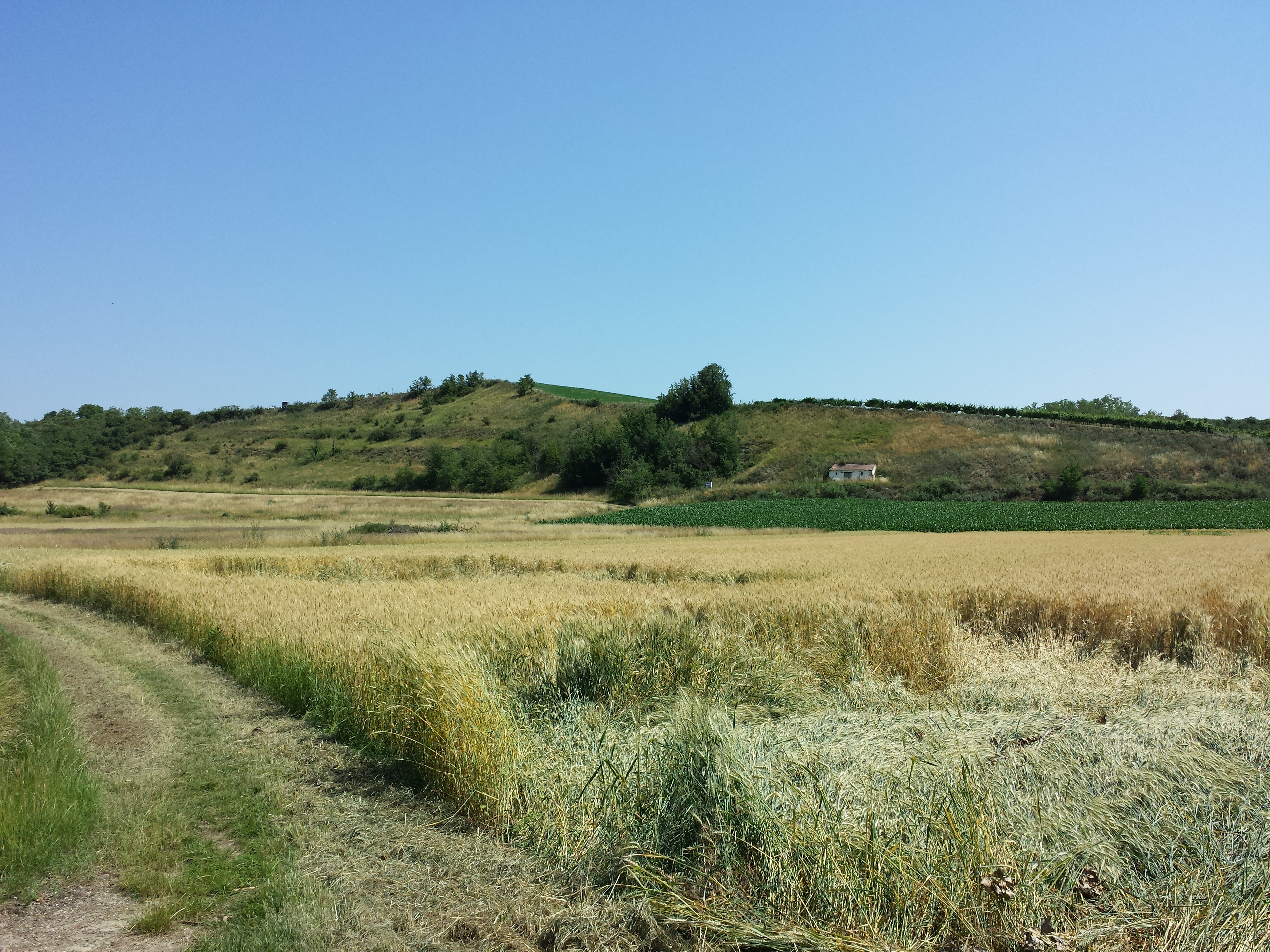
Blick auf den Mühlberg von Südwesten.
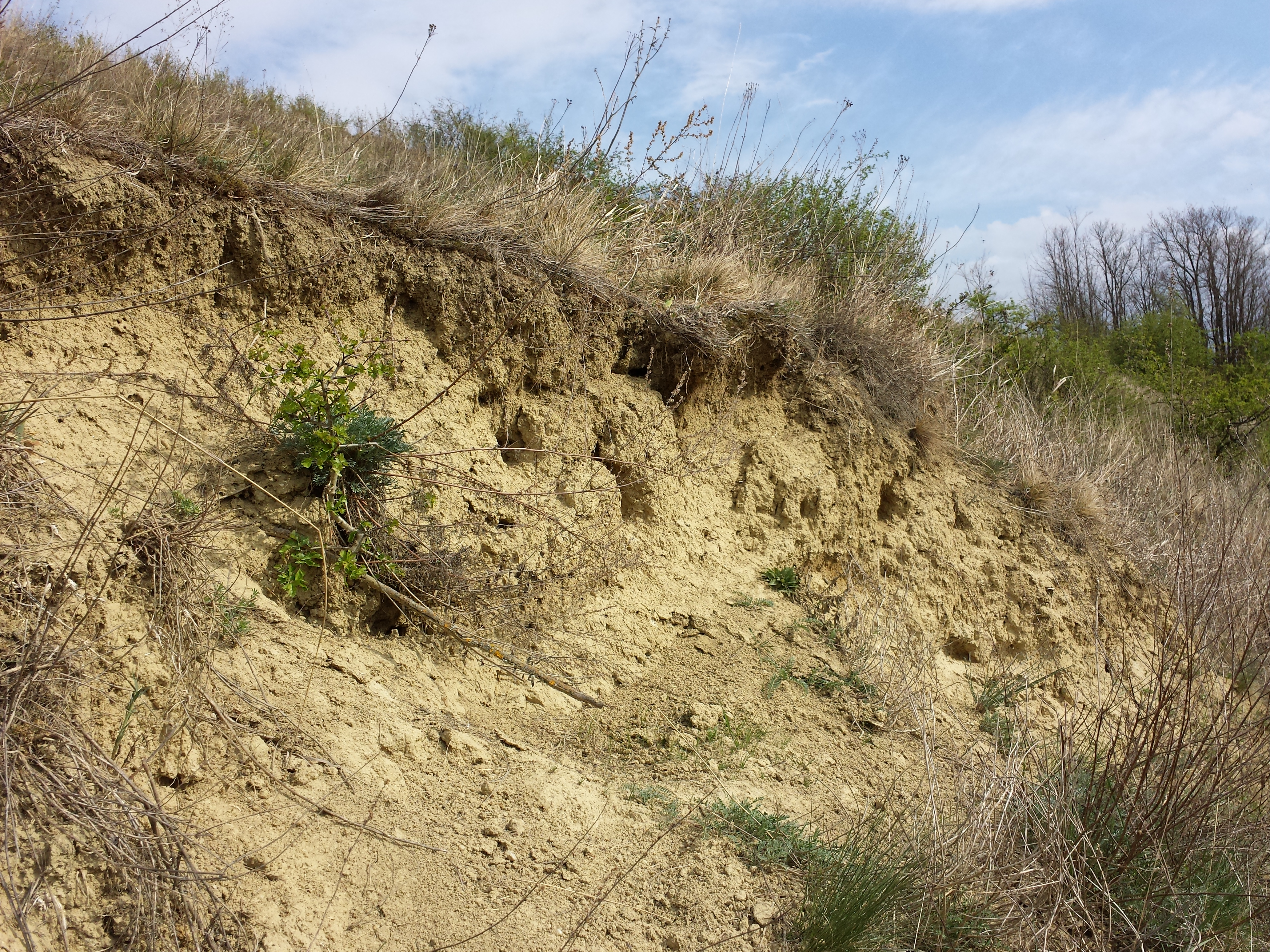
Offene Lössstellen stellen einen wertvollen Lebensraum für spezialisierte Tier- und Pflanzenarten dar.
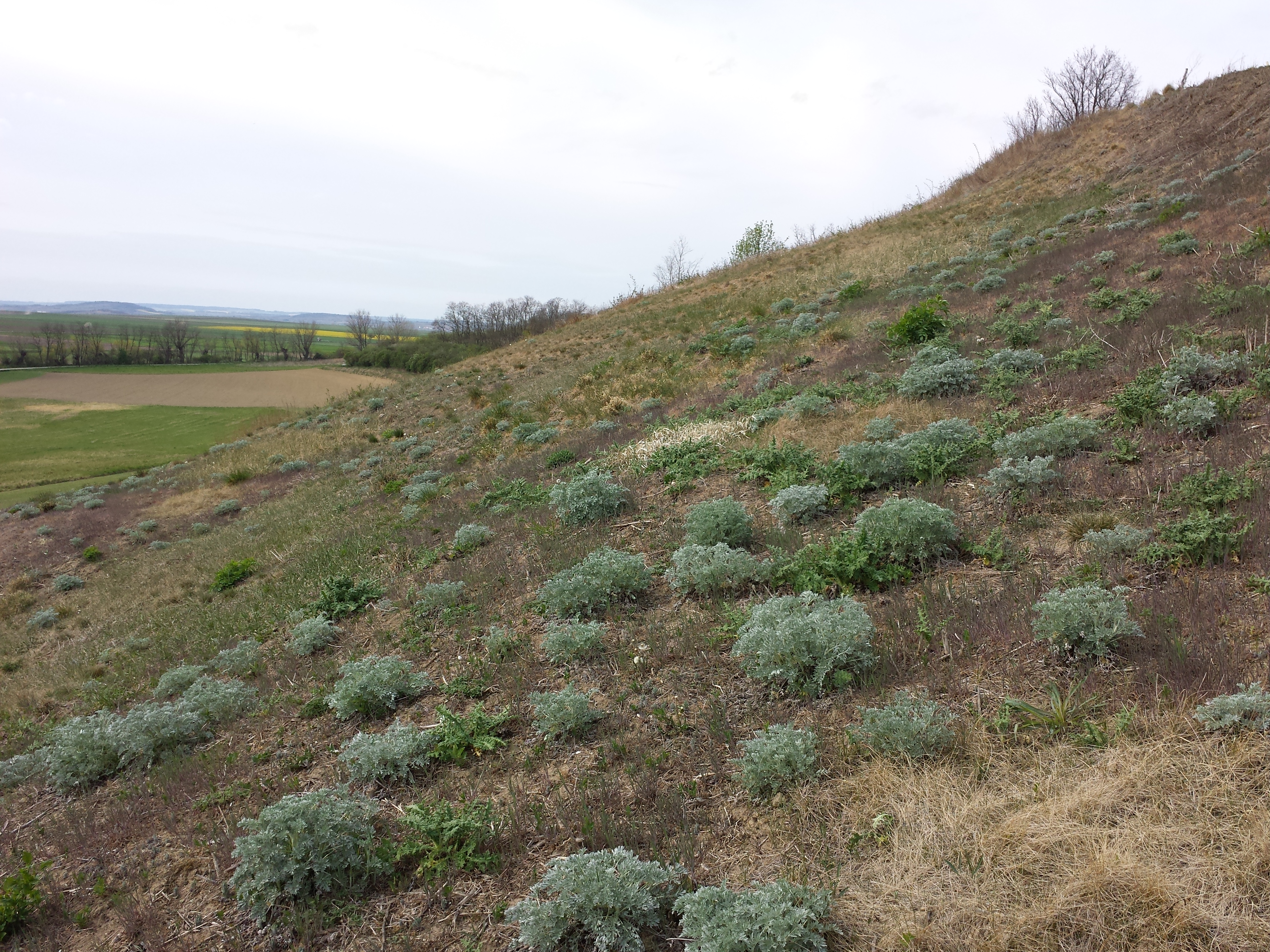
Südlicher Teil mit Wermut-Vegetation.
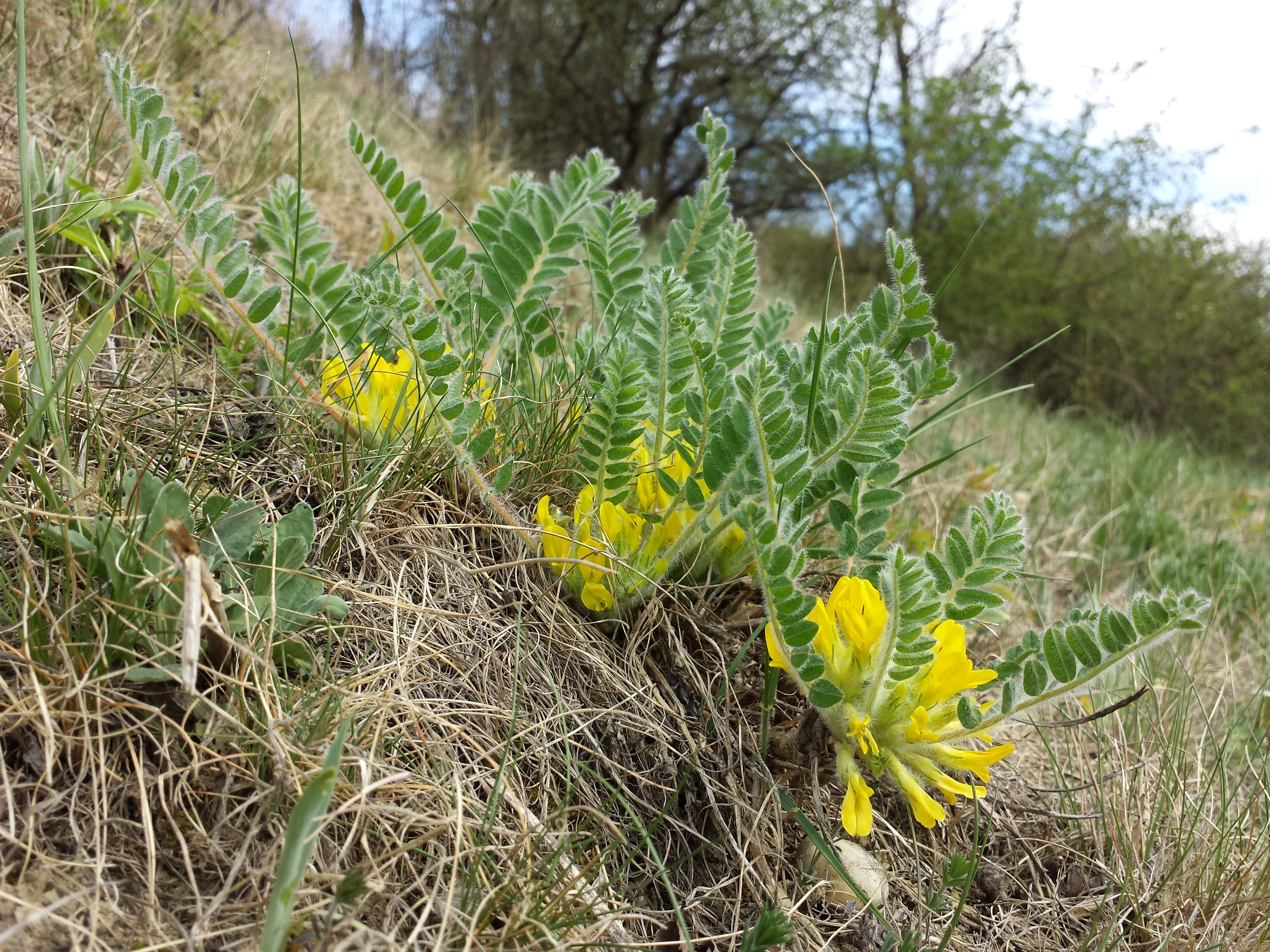
Boden-Tragant (Astragalus exscapus), in Österreich vom Aussterben bedroht.
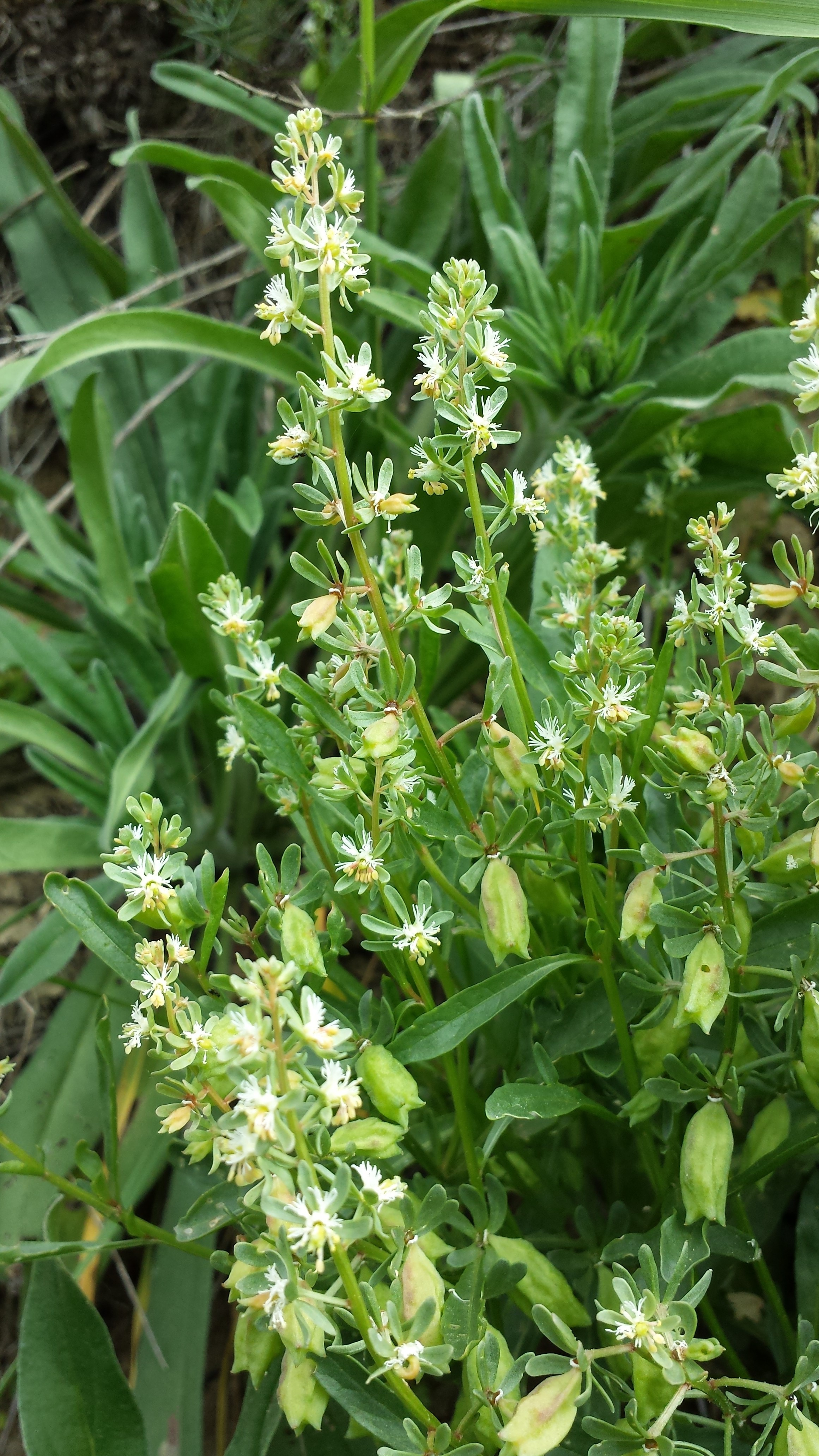
Klein-Resede (Reseda phyteuma), in Österreich stark gefährdet.
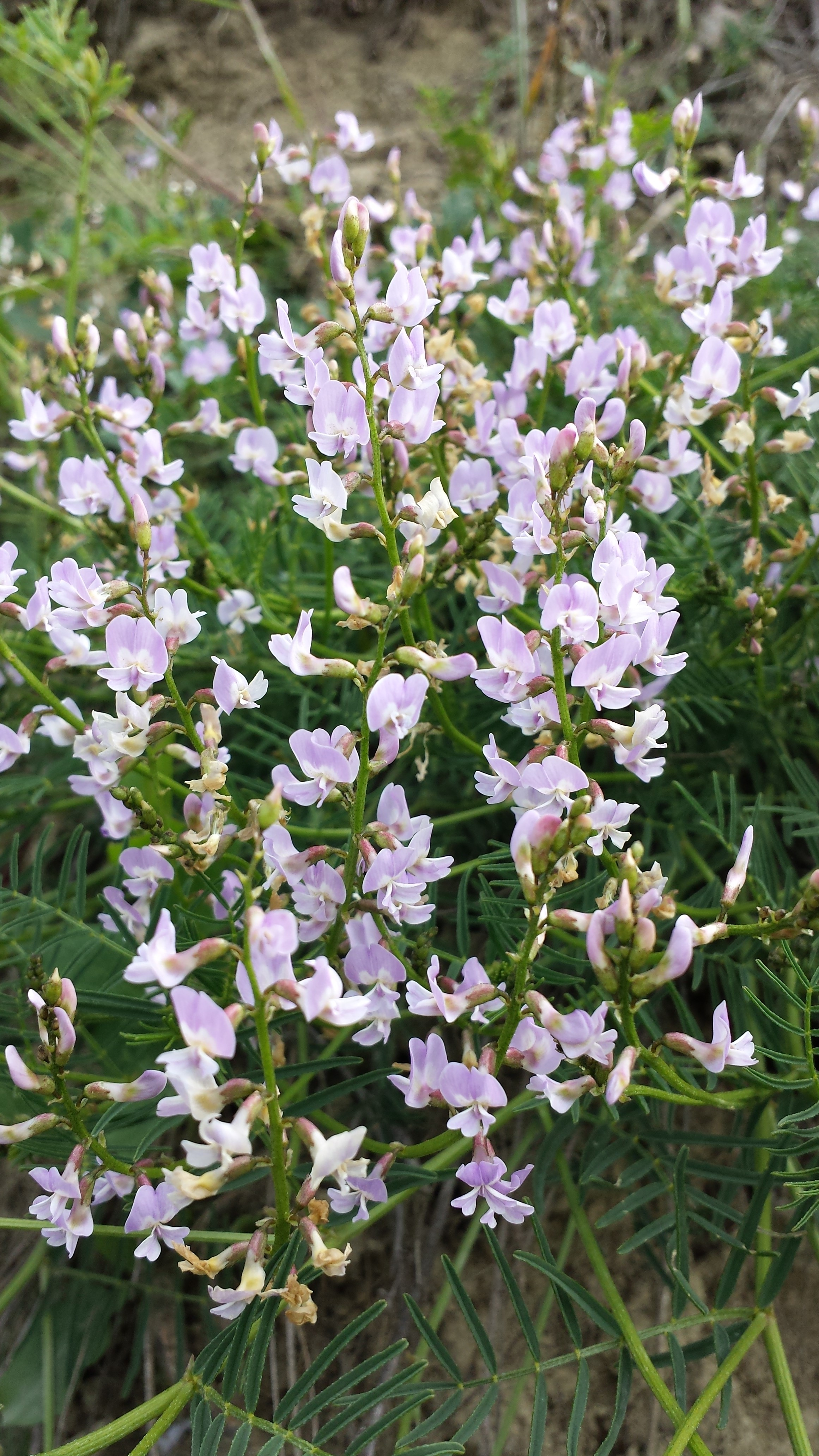
Österreich-Tragant (Astragalus austriacus), in Österreich gefährdet.
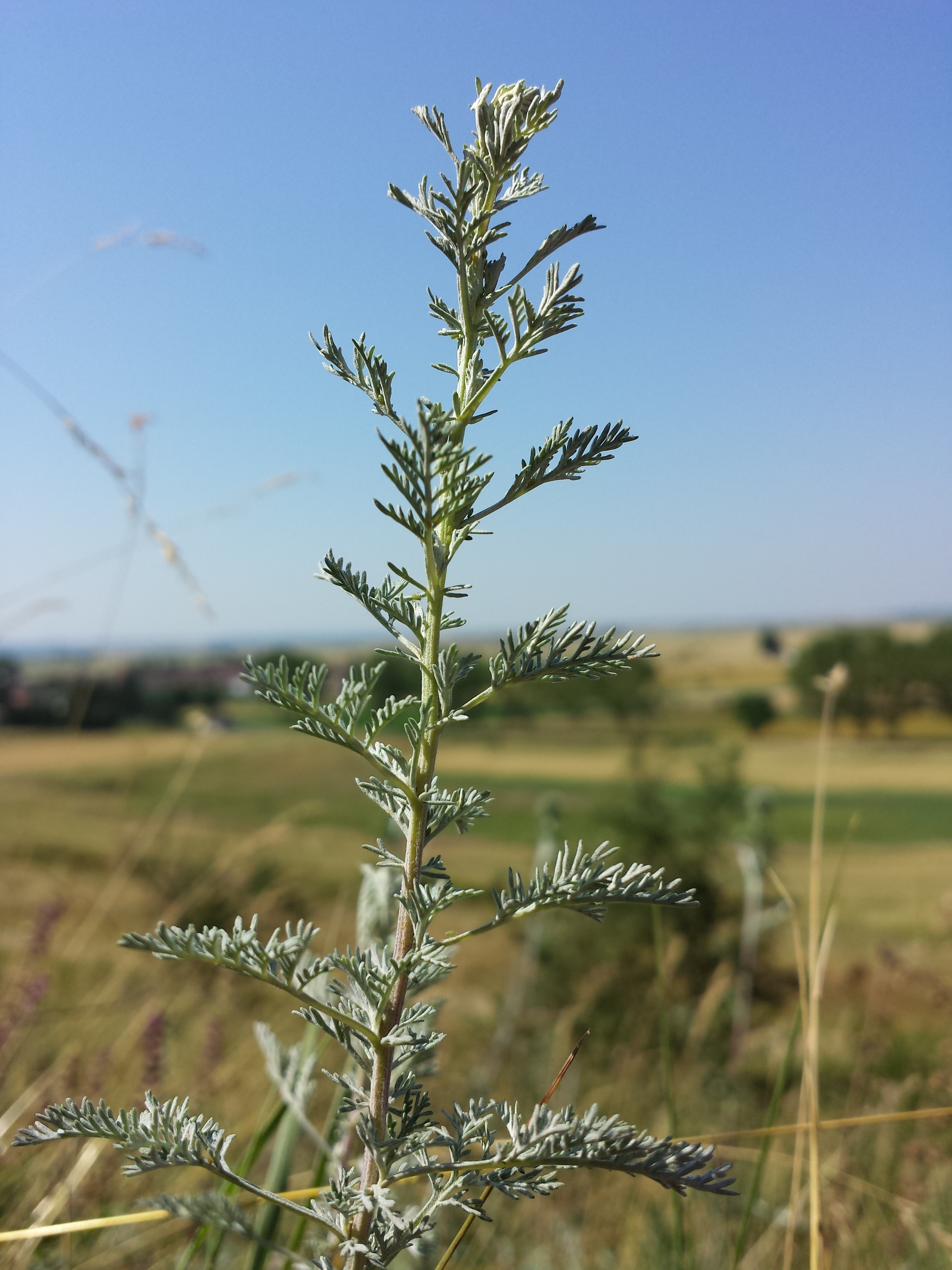
Der Pontisch-Wermut (Artemisia pontica) wächst gerne über Löss und ist in Österreich gefährdet.
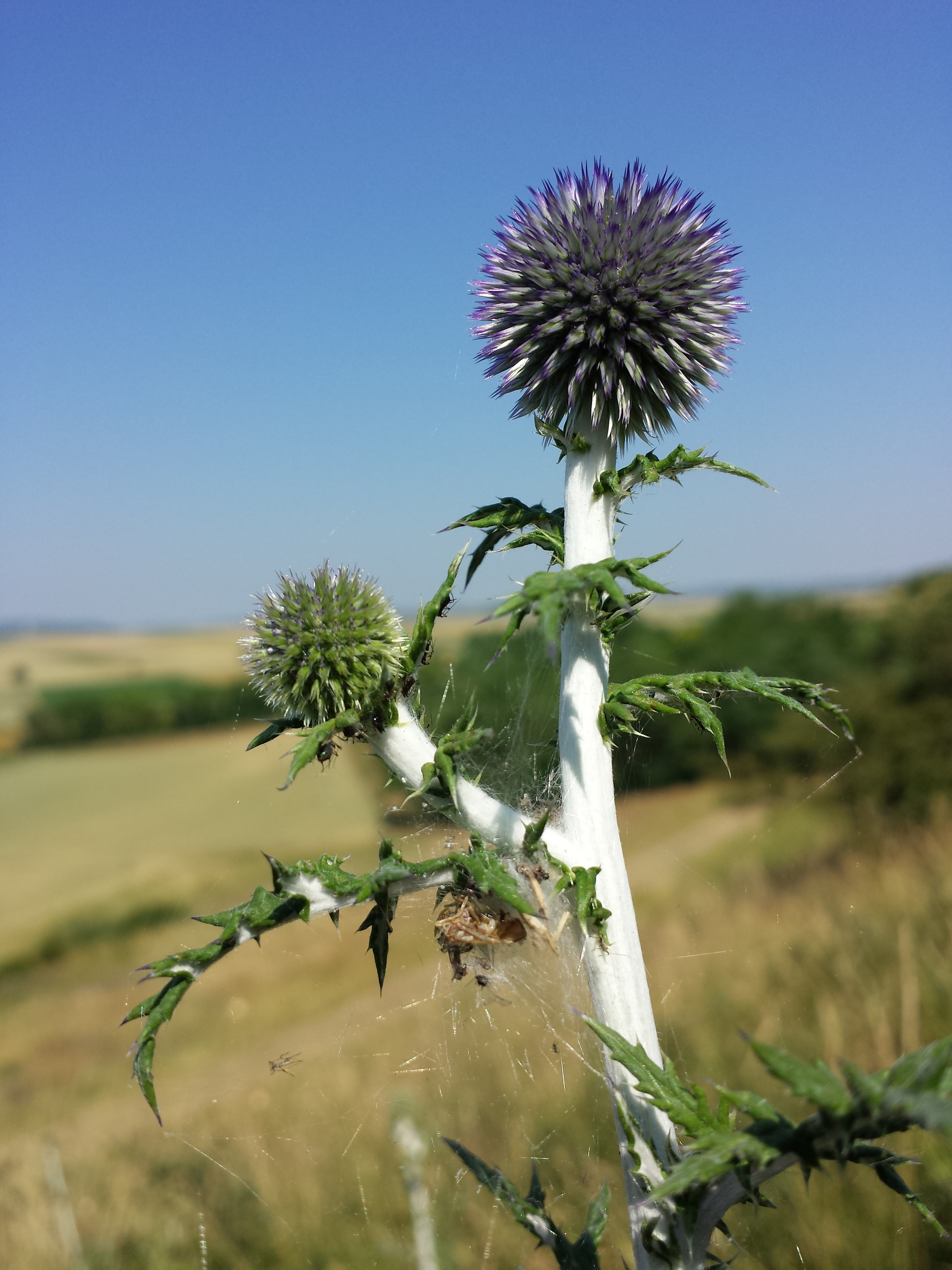
Ruthenien-Kugeldistel (Echinops ritro subsp. ruthenicus), in Österreich gefährdet.
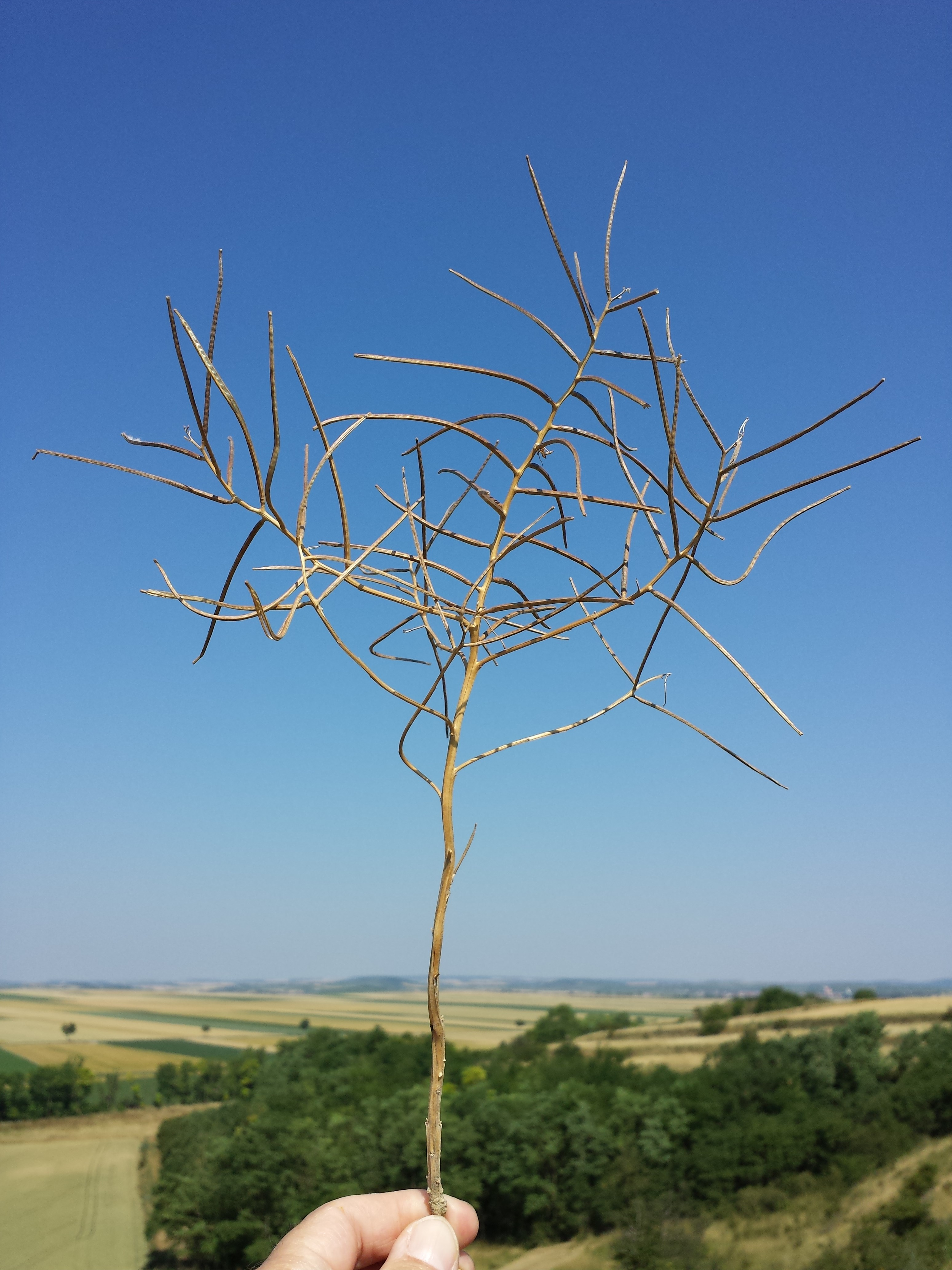
Brachen-Goldlack (Erysimum repandum), in Österreich gefährdet.
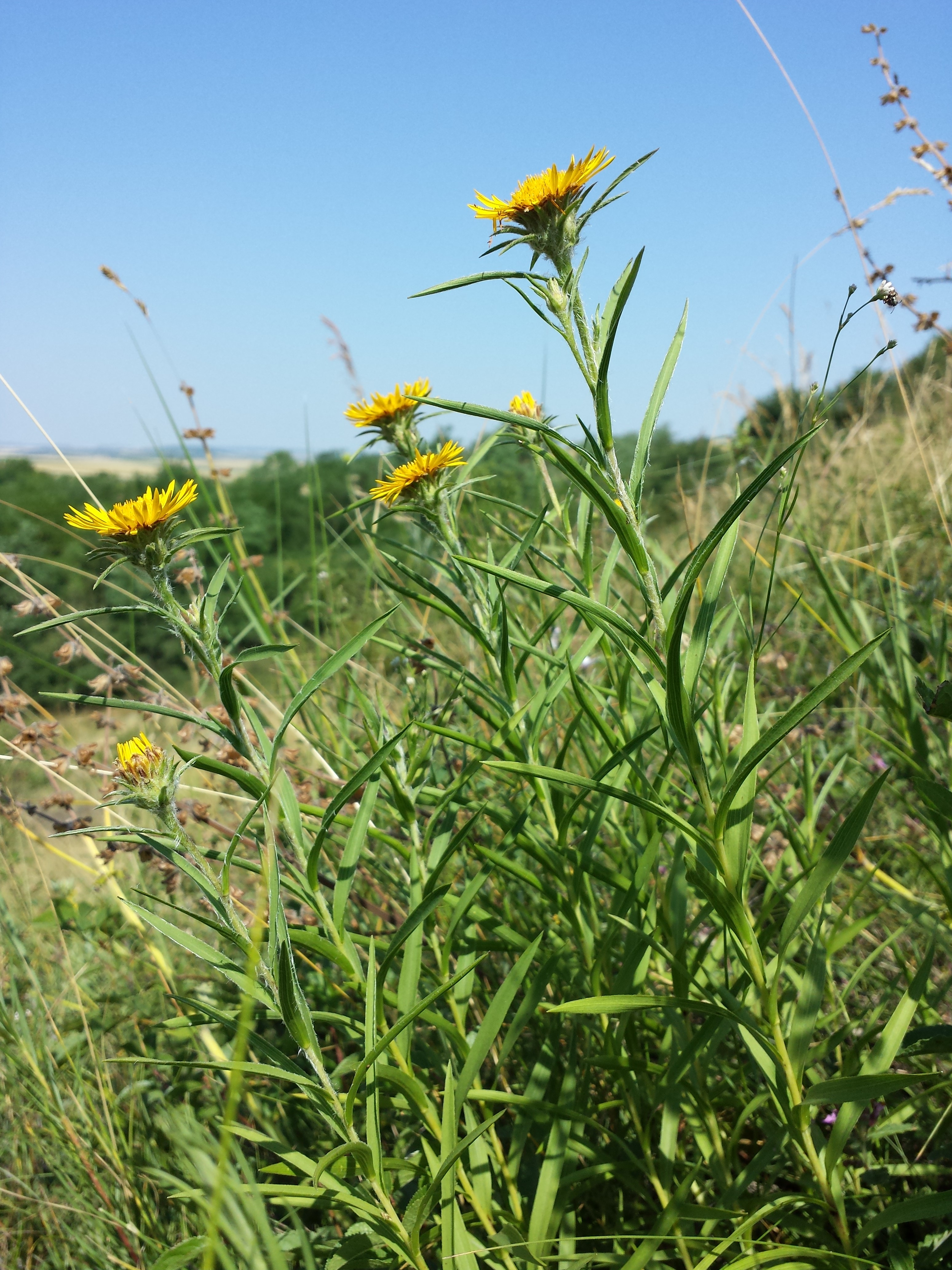
Schwert-Alant (Inula ensifolia), in Österreich gefährdet.
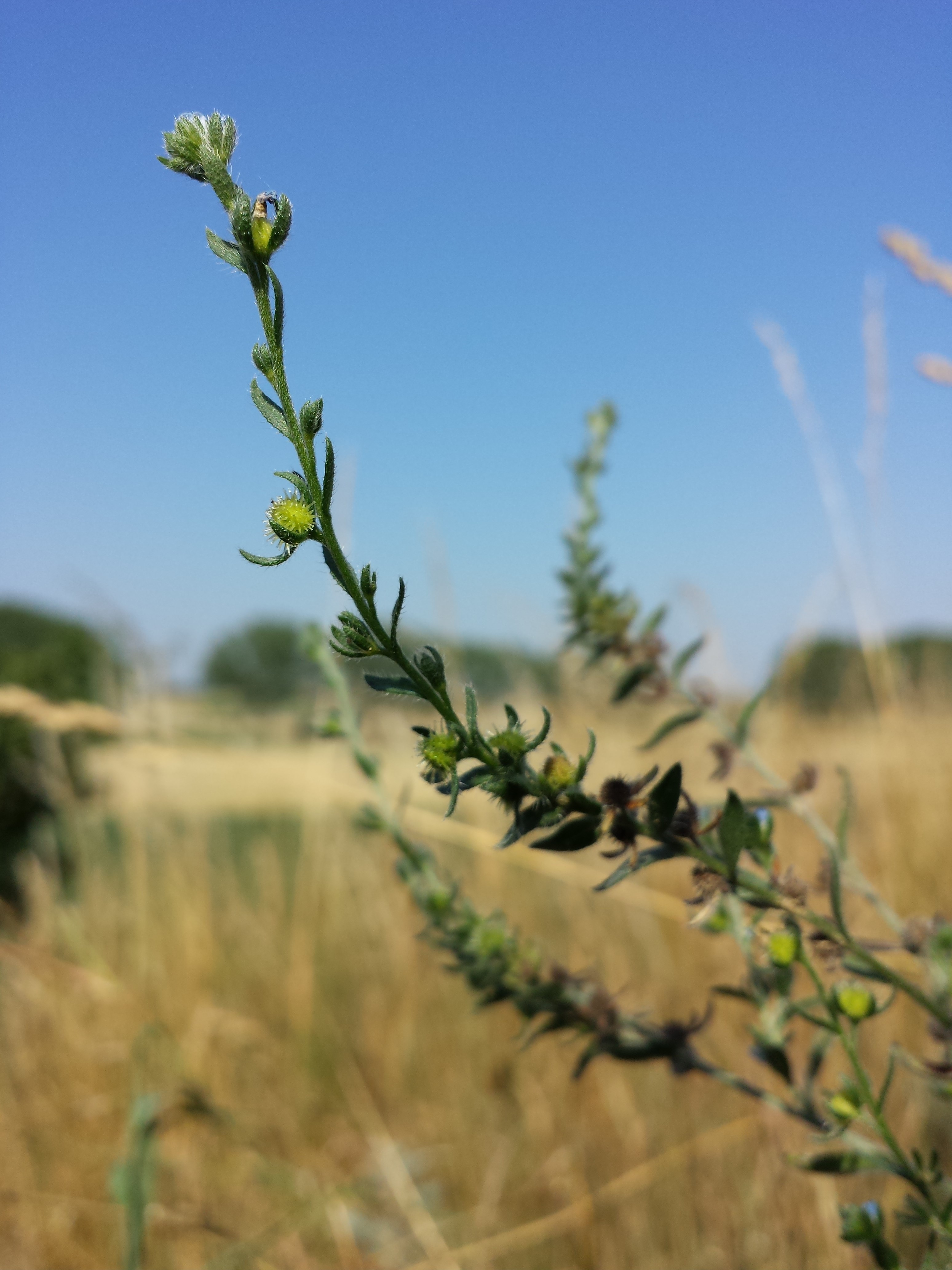
Kletten-Igelsame (Lappula squarrosa), in Österreich gefährdet.
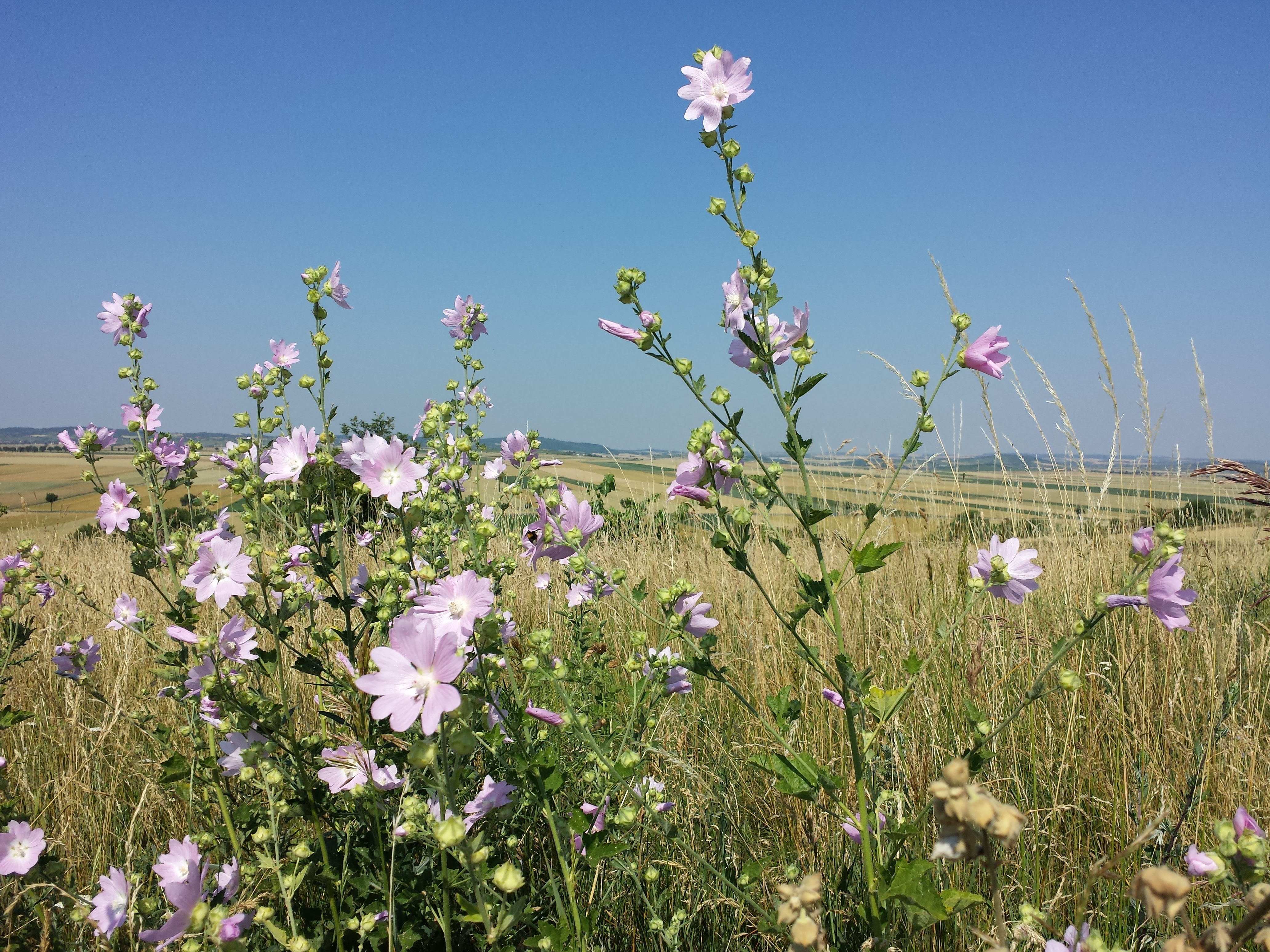
Thüringen-Lavatere (Lavatera thuringiaca), in Österreich gefährdet.
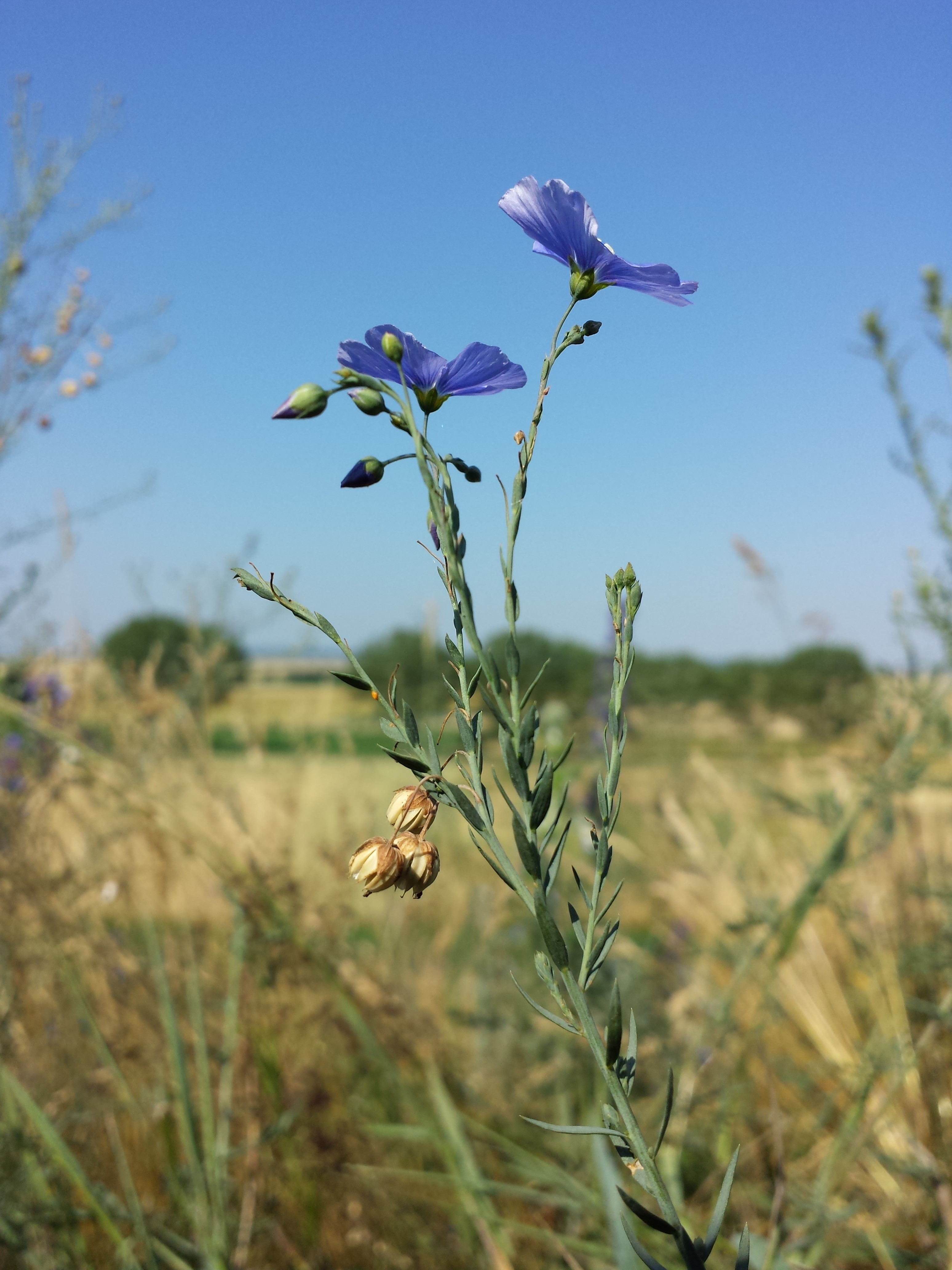
Österreich-Lein (Linum austriacum), in Österreich gefährdet.
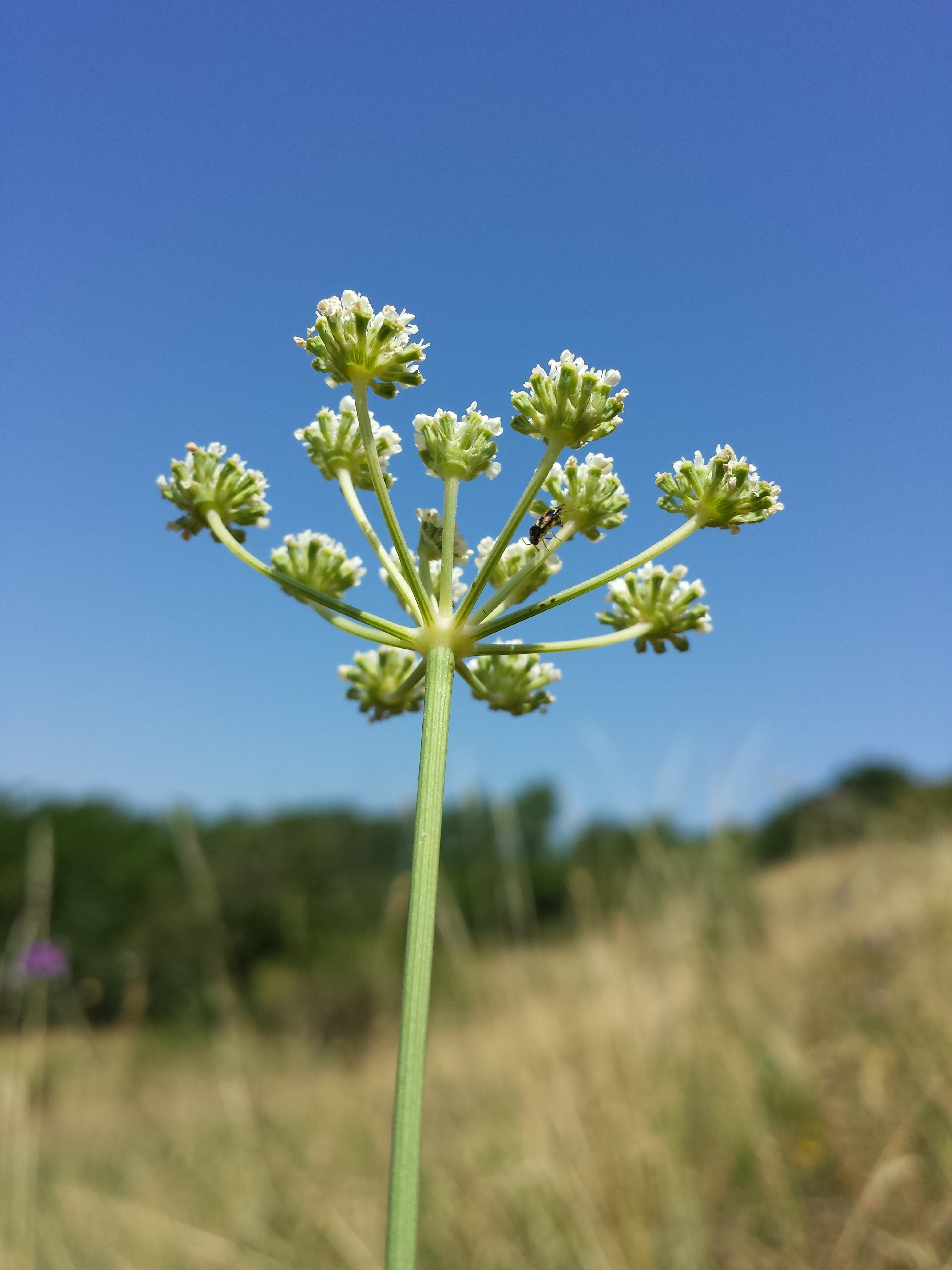
Pferde-Sesel (Seseli hippomarathrum), in Österreich gefährdet.